# Бара (жанр)
Бара́ (яп. 薔薇, «троянда») чи «ґейко́мі» (яп. ゲイ　コミ, від англ. gay comics — гей-комікси) — жанр манґи, що розповідає про гомосексуальні відносини чоловіків, створюється художниками чоловіками і орієнтується на читачів-чоловіків. Назва цього жанру — «бара» походить від найменування першого японського щомісячного гей-журналу «Барадзоку» (яп. 薔薇族 «плем'я троянд» чи «народ троянд»), що видається з 1971 року. На початку 2000-х як інтернет-мем прославилась бара-манґа Kuso Miso Technique (букв. «техніка супу лайна», переносно — «гармидер», «метушня», «сум'яття»).
На відміну від манґи в жанрі «сьонен-аі» («кохання юнаків») (піджанр яою), що орієнтований на жіночу аудиторію і найчастіше розповідають про романтичні відносини, бара-манга уділяє більше уваги сексуальним відносинам. В самій Японії бара-манґа ще зветься «ML» (яп. メンズラブ мендзу рабу?, англ. Men's Love — «кохання чоловіків»).
Персонажі бара-манги найчастіше зображуються мускулистими, брутальними і волохатими. Персонажі бари так само, як і персонажі яоя діляться на три великі групи — пасивні, активні і змінюючі статеві ролі. Останні зустрічаються досить рідко. Активні персонажі називаються «семе» (seme, від semeru — «нападати»). Пасивні персонажі називаються «уке» (uke, від ukeru — «приймати»). Найчастіше і «семе» і «уке» в цьому жанрі манґи мають вигляд сексуально-агресивних чоловіків, незалежно від ролі. Популярним сюжетним прийомом є небажання когось із чоловіків у бара вступати в сексуальний контакт, але через певні обставини чи примусово він змушений це зробити.
Найвідоміші в жанрі бара художники-манґаки: Теґаме Ґенґоро, Сейдзо Ебісубаші, Дзірайя, Мацудзакі Цукаса, Мацу Такеші, Масанорі, Ментайко, Наката Сімпей, IKE Reibun.

## Найпопулярніші манґи в жанрі бара
- We Are Crying in the Mind
- Kill the bear someday!!!

Найвідоміша сцена манги Ямакави Дзюн'ічі Kuso Miso Technique

Обкладинка манґи Теґаме Ґенґоро Hairy Oracle

- How can one kill two birds with one stone
- What happened at the summer retreat
- Yellow Overdrive
- Banana de osteopathy
- Kugutsu Mawashi
- Ritual
- The way to love a man
- Let's Meet Here Again Tomorrow
- The correct way to trick a demon
- Oeyama Kitan
- Bull Dog, by Rycanthropy
- My Beast
- Tonari ha Nani wo Suru Hitozo
- Swift as Lightning
- Hollowgramm
- Hairy Oracle
- The Battlefield's Muscle Urinal
- Rugby Dormitory 204
- Tiger & Bunny dj - Good Luck and Good Night
- Betweem delusion and reallity
- Don't Call Me Rube!
- Crime Scene Investigation
- They Hunger
- Rival Schools dj - True True
- Happy Guys
- Butterfly[1]
- Priapus
- Одна четверта
- Deep Hole